# Apalis del Kabobo
L'apalis del Kabobo o apalis del mont Kabobo (Apalis kaboboensis) és una espècie d'ocell passeriforme que pertany a la família Cisticolidae endèmica de l'est de la República Democràtica del Congo.

## Taxonomia
Va ser descrit científicament el 1955 per l'ornitòleg rus-belga Alexandre Prigogine. Originalment va ser descrit com una espècie, encara que posteriorment va ser considerat una subespècie de l'apalis gorja-roja. Actualment es torna a considerar una espècie separada.

## Distribució i hàbitat
Es troba únicament a les muntanyes Itombwe al nord-oest del llac Tanganyika.
L'hàbitat natural són els boscos humits tropicals de muntanya.